# Larry Miller (baloncestista)
Lawrence James "Larry" Miller (Allentown, Pensilvania, 4 de abril de 1946) es un exjugador de baloncesto estadounidense que disputó siete temporadas en la ABA. Con 1,93 metros de estatura, lo hacía en la posición de escolta.

## Trayectoria deportiva

### Universidad
Jugó durante tres temporadas con los Tar Heels de la Universidad de Carolina del Norte en Chapel Hill, en las que promedió en total 21,8 puntos y 9,1 rebotes por partido. sus 1.968 puntos conseguidos le sitúan en la sexta posición histórica de su universidad, y el tercero entre los que solo han disputado tres temporadas. Anotó durante 64 partidos consecutivos 10 o más puntos, marca que permanece vigente hoy en día. Fue elegido en sus dos últimas temporadas como Jugador del Año de la Atlantic Coast Conference y mejor Atleta en su último año. Además, fue incluido en el segundo mejor quinteto All-American en 1967 y en el primero al año siguiente.

### Profesional
Fue elegido en la sexagésimo segunda posición del Draft de la NBA de 1968 por Philadelphia 76ers, y también por Los Angeles Stars en el draft de la ABA, eligiendo la liga del balón tricolor. En su primera temporada logró promediar 17,0 puntos y 7,2 rebotes por partido,  lo que le sirvió para ser elegido en el Mejor quinteto de rookies de la ABA.
Poco después de comenzada la temporada 1969-70 fue traspasado a Carolina Cougars a cambio de Ron Perry y dinero. Allí se vio relegado al banquillo, ganándose poco a poco pa confianza de su entrenador, Tom Meschery, ganándose la titularidad indiscutible en la temporada 1971-72, logrando su mejor campaña como profesional al promediar 18,4 puntos y 4,8 rebotes por partido, logrando además esa temporada el récord absoluto de la ABA de anotación en un partido, con 67 puntos endosados a los Memphis Pros, que además era el récord para cualquier jugador profesional, incluida la NBA actuando en una posición de base o escolta, hasta que fue batido por Pete Maravich en 1977.
Al año siguiente, sorprendente no fue protegido en el draft de expansión por su equipo ante la llegada de nuevas franquicias a la liga, siendo elegido por los San Diego Conquistadors. Allí mantuvo su estatus de titular, acabando la temporada con 14,5 puntos y 4,3 rebotes por partido. Pero poco después de comenzada la temporada 1973-74 fue enviado a los Virginia Squires como compensación del fichaje por parte de los Q's de Caldwell Jones.
En los Squires asumió el rol de sexto hombre, acabando la temporada con unos discretos 9,5 puntos y 2,7 rebotes por partido. Acabó su carrera deportiva disputando cinco partidos al año siguiente con los Utah Stars, donde fue traspasado junto con Jim Eakins a cambio de Johnny Neumann.

## Estadísticas de su carrera en la ABA

### Temporada regular
| Temporada | Edad | Equipo                  | Liga | P   | TIT | MIN  | TC  | TCA  | %TC  | 3P  | 3PA | %3P  | TL  | TLA | %TL   | R.OF. | R.DEF. | REB | ASIS | ROB | TAP | PER | FP  | PTS  |
| 1968-69   | 22   | Los Angeles Stars       | ABA  | 78  |     | 36.8 | 6.1 | 14.9 | .407 | 0.5 | 1.8 | .302 | 4.4 | 6.1 | .716  | 2.5   | 5.2    | 7.7 | 2.3  |     |     | 2.3 | 2.5 | 17.0 |
| 1969-70   | 23   | TOTAL                   | ABA  | 80  |     | 25.5 | 4.0 | 9.5  | .418 | 0.2 | 0.9 | .203 | 2.8 | 4.1 | .674  | 1.7   | 3.5    | 5.2 | 1.8  |     |     | 1.8 | 2.2 | 10.9 |
| 1969-70   | 23   | Los Angeles Stars       | ABA  | 21  |     | 31.1 | 4.5 | 11.8 | .379 | 0.4 | 1.8 | .237 | 4.6 | 6.4 | .716  | 2.0   | 5.0    | 7.0 | 2.2  |     |     | 3.0 | 2.7 | 14.0 |
| 1969-70   | 23   | Carolina Cougars        | ABA  | 59  |     | 23.4 | 3.8 | 8.6  | .437 | 0.1 | 0.6 | .167 | 2.2 | 3.3 | .645  | 1.5   | 3.0    | 4.5 | 1.7  |     |     | 1.4 | 2.0 | 9.8  |
| 1970-71   | 24   | Carolina Cougars        | ABA  | 77  |     | 27.8 | 4.7 | 10.3 | .458 | 0.2 | 0.8 | .213 | 2.6 | 3.5 | .724  | 2.2   | 3.7    | 5.9 | 2.2  |     |     | 1.7 | 2.4 | 12.2 |
| 1971-72   | 25   | Carolina Cougars        | ABA  | 83  |     | 38.5 | 6.8 | 14.8 | .458 | 0.1 | 0.6 | .255 | 4.7 | 6.0 | .791  | 2.1   | 2.7    | 4.8 | 2.8  |     |     | 2.3 | 2.8 | 18.4 |
| 1972-73   | 26   | San Diego Conquistadors | ABA  | 83  |     | 32.5 | 5.4 | 13.0 | .417 | 0.0 | 0.1 | .000 | 3.7 | 5.1 | .725  | 2.1   | 2.2    | 4.3 | 3.4  |     |     | 2.0 | 2.1 | 14.5 |
| 1973-74   | 27   | TOTAL                   | ABA  | 80  |     | 24.6 | 3.5 | 8.0  | .440 | 0.0 | 0.0 | .000 | 1.9 | 2.9 | .662  | 1.1   | 1.5    | 2.6 | 1.8  | 0.7 | 0.1 | 1.5 | 1.7 | 8.9  |
| 1973-74   | 27   | San Diego Conquistadors | ABA  | 7   |     | 9.7  | 0.7 | 1.9  | .385 | 0.0 | 0.0 |      | 1.0 | 1.4 | .700  | 0.4   | 0.9    | 1.3 | 1.1  | 0.7 | 0.0 | 0.7 | 0.7 | 2.4  |
| 1973-74   | 27   | Virginia Squires        | ABA  | 73  |     | 26.0 | 3.8 | 8.6  | .442 | 0.0 | 0.0 | .000 | 2.0 | 3.0 | .661  | 1.2   | 1.6    | 2.7 | 1.9  | 0.7 | 0.1 | 1.6 | 1.8 | 9.5  |
| 1974-75   | 28   | Utah Stars              | ABA  | 5   |     | 5.2  | 0.6 | 1.8  | .333 | 0.0 | 0.0 |      | 0.6 | 0.6 | 1.000 | 0.2   | 0.0    | 0.2 | 0.8  | 0.2 | 0.0 | 0.4 | 0.0 | 1.8  |
| Total     |      |                         | ABA  | 486 |     | 30.7 | 5.0 | 11.7 | .432 | 0.2 | 0.7 | .248 | 3.3 | 4.6 | .724  | 1.9   | 3.1    | 5.0 | 2.4  | 0.7 | 0.1 | 1.9 | 2.2 | 13.6 |

### Playoffs
| Temporada | Edad | Equipo                  | Liga | P | MIN | TCA | TC | 3PA | 3P | TLA | TL | R.OF. | REB | ASIS | ROB | TAP | PER | FP | PTS | %TC  | %3P  | %FT   | MIN  | PTS | REB | AST |
| 1969-70   | 23   | Carolina Cougars        | ABA  | 4 | 79  | 11  | 33 | 2   | 4  | 13  | 17 |       | 10  | 13   |     |     |     |    | 37  | .333 | .500 | .765  | 19.8 | 9.3 | 2.5 | 3.3 |
| 1972-73   | 26   | San Diego Conquistadors | ABA  | 4 | 71  | 9   | 28 | 0   | 1  | 6   | 6  | 8     | 10  | 6    |     |     | 7   | 3  | 24  | .321 | .000 | 1.000 | 17.8 | 6.0 | 2.5 | 1.5 |
| 1973-74   | 27   | Virginia Squires        | ABA  | 1 | 3   | 0   | 0  | 0   | 0  | 0   | 0  | 0     | 0   | 1    | 0   | 0   | 0   | 0  | 0   |      |      |       | 3.0  | 0.0 | 0.0 | 1.0 |
| Total     |      |                         | ABA  | 9 | 153 | 20  | 61 | 2   | 5  | 19  | 23 | 8     | 20  | 20   | 0   | 0   | 7   | 3  | 61  | .328 | .400 | .826  | 17.0 | 6.8 | 2.2 | 2.2 |